# Грошова реформа Кепека
Грошова реформа Кепека відбулася у 1321 році у Мавераннахрі і полягала у встановленні єдиної монети на всій території держави Чагатаїдів, що базувалася на срібній системі. Карбування відбувалося лише з іменем Великого хана. Відповідно до цієї реформи золоті динари замінилися на срібні з подібною вагою.

## Історія

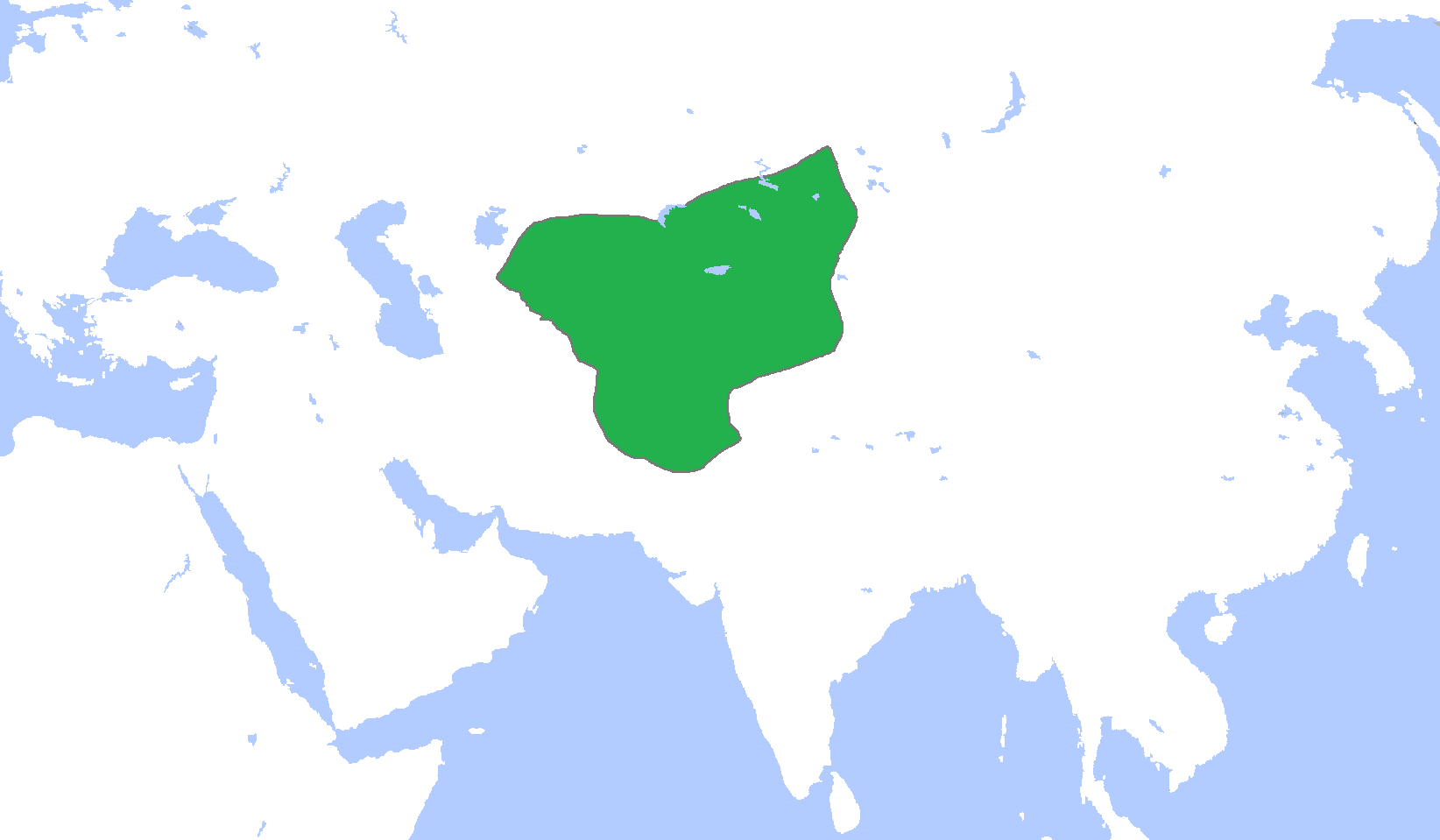
Мапа Чагатайського улусу XIV ст.

На початку XIV ст. в грошовому обігу Мавераннахру спостерігалося зловживання знаттю та спекулянтами своїх прав, так само як і в державі Хулагуїдів. До грошової та адміністративної реформ Кепека монети від місцевих меликів не карбувалися — вони були анонімними. Кебек вирішив припинити анархію в грошовому обігу шляхом введення єдиної монетної системи за зразком ільхана Газана. Головною ознакою грошової реформи справедливо вважається початок карбування срібних монет однієї проби і однакових вагових норм на всіх монетних дворах держави. За часів правління Кепека (Кебека) цього не спостерігається. При ньому в цей процес були залучені лише два монетні двори — Бухара та Самарканд, тому можна говорити тільки про реформування монетної справи в центральних вілайетах держави на самому початку реформи — Мавераннахрі. Сама реформа отримала подальший розвиток за часів правління Тармаширіна, і на цій підставі історик Петров П. М. вважає що більш справедливим назвати цю реформу іменами двох ханів — Кепека-Тармаширіна.
Адміністративна реформа Кепека, хоча і не скасувала місцеві дрібні ханства з їхніми володарями, але мала певний вплив на благоустрій місцевого населення Чагатайського улусу. Згідно реформи землеробні оази Мавераннахру були розділені на адміністративні одиниці — тумани за керуванням монгольських нойонів, які мали прибувати до Мавераннахру із ханом. Кожен туман, при необхідності, повинен був зібрати 10 тисяч воїнів серед місцевих мешканців. Реформи Кепека-Тармаширіна місцеве населення Мавераннахру зустріли з обуренням, адже вільні землі Мавераннахру стали під контолем військової аристократії. Наступники Тармаширіна знову перенесли столицю улусу на східні рубежі, де в 1338—1339 рр. спалахнула епідемія чуми, яка незабаром дійшла до Європи і знищила третину її населення. Військова аристократія відновила руйнівні набіги, об'єктом яких тепер стали південно-західні та південні кордони Чагатайська держави — на околицях розпадається держава Хулагуїдів. З середини XIV ст. поміж місцевими ханами та нойонами почалася ворожнеча.

## Наслідки реформи

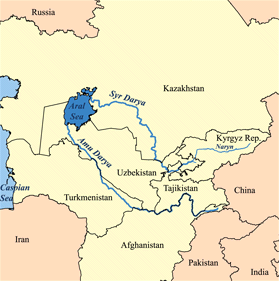
Мапа з позначенням Мавераннахру

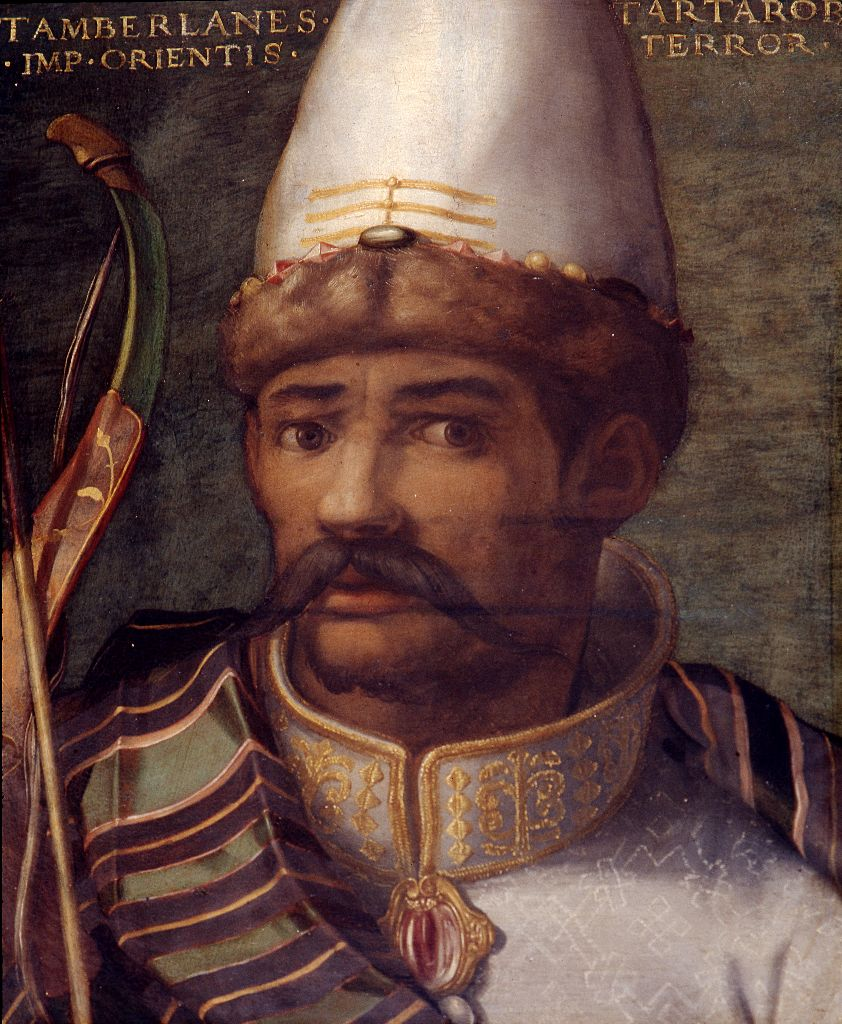
Хан Чагатайського улусу Тармаширін Ала-ад-Дін (1331—1334)

Грошова реформа, розпочата Кепеком, зберегла його ім'я в пам'ятках нумізматики. Після того як Тамерлан ввів нові номінали, монети старого зразка номіналом в 6 дирхемів стали називати динарами Кепека. Крім того, деякі вчені, слідом за головним зберігачем нумізматичних цінностей Ермітажу А. К. Марковим (1854—1929) пов'язують походження назви російської копійки від імені цього хана.

## Динар та його фракції

Бухара. Динар. 1342 (740 р. Г.) Ясун-Тимур (1336—1342)

В основу реформованої грошової системи покладено срібний дирхам вагою близько 1,34 гр., який став фракцією динару — його 1⁄6 частиною. Дирхами після реформи Кепека не карбувалися. Динари карбувалися у сріблі з подібною вагою до золотого у 8 гр. Зовнішній вигляд динарів різноманітний, але їхньою спільною подібністю була Ф-подібна чагатайська тамга на горизонтальній лінії, а також розділовий знак у вигляді «нанизаного» на горизонтальну риску гуртка в центрі та з двома пелюстками з країв. Легенди чагатаїдских монет різні. Наприклад, на самаркандських динарах карбувався надпис: «монета захищеного Самарканду», або на термезьких монетах «карбування міста мужів Термезу». Також на відміну від дореформеного карбування регулярно вказується рік випуску.

## Оцінка істориків
За оцінкою істориків, реформа Кебека була прогресивним кроком, що зіграв позитивну роль в розвитку середньовічної державності Мавераннахра. Але більша частина військово-кочової знаті монголів на початку поставилася до неї вороже і продовжувала боротися за відродження кочових традицій. Проте, завдяки зближенню військових із осідлим населенням, стало помітним його культурний вплив на монголів. Це стосувалося мови, звичаїв та побуту. Монголи також почали займатися землеробством. На початку XV ст., в період розквіту держави Тимуридів, жалаїри та барласи стали мало чим відрізнятися від місцевих тюрків. Наступник Кебека — його брат Тармаширін (1326—1334) продовжив політику попередника. Хан був більш схильним до традицій осідлого життя. За часів правління хана Тармаширіна іслам став офіційною релігією Чагатайська держави.